# Felipe Ribot

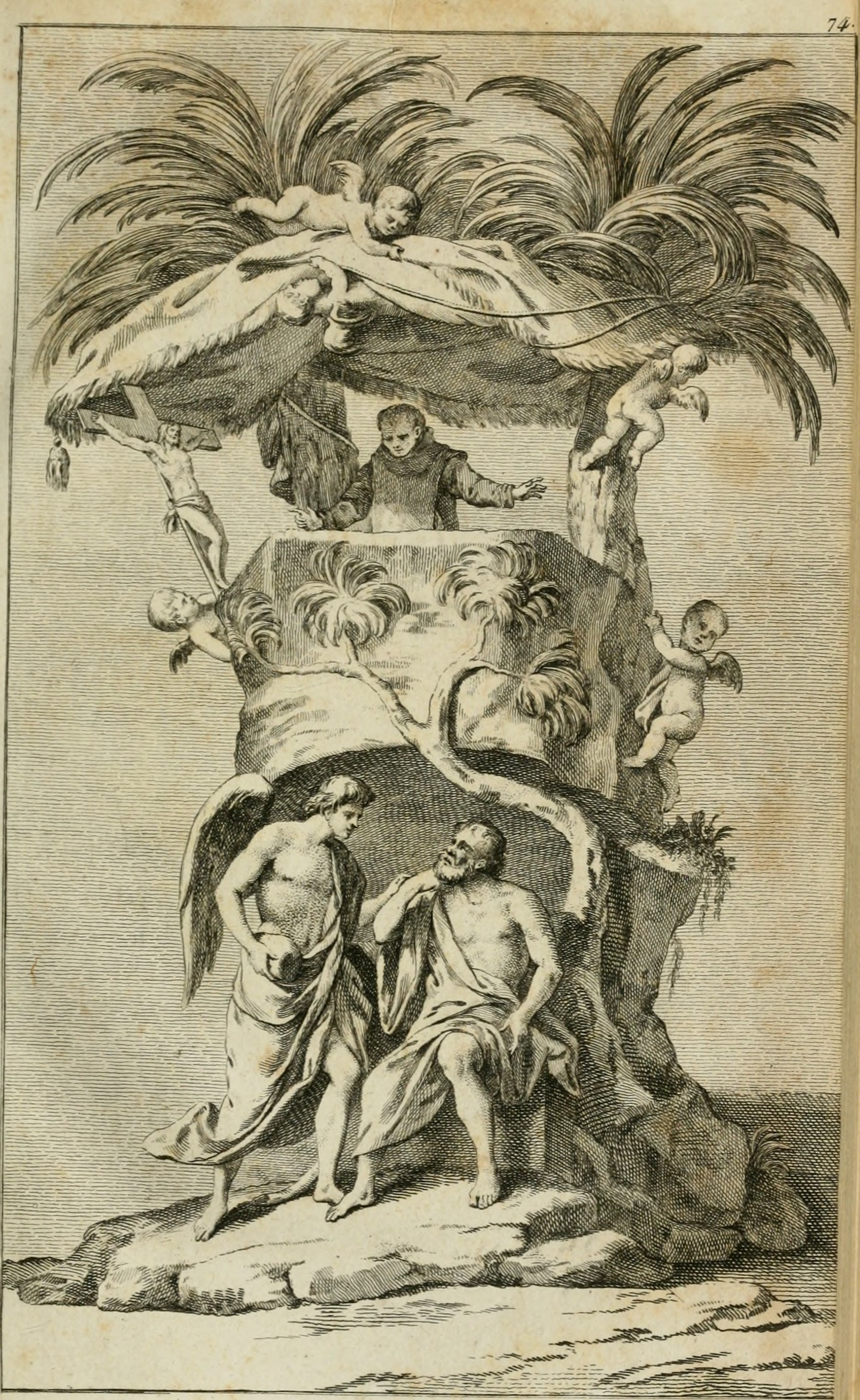
Representación del profeta Elias como fundamento y padre de la Orden.

Felipe Ribot (Gerona, Cataluña - 23 de septiembre de 1391, Perelada) fue un carmelita catalán del siglo XIV, que origen de una gran obra sobre la espiritualidad del Carmelo, basada en una reapropiación mística de la figura bíblica del profeta Elías.

## Biografía
Felipe Ribot nació en Gerona, Cataluña, en fecha desconocida. Entrando en la orden carmelita en Perelada, se convirtió en magister in sacra pagina, es decir, "exégeta de las Sagradas Escrituras". Participó en los capítulos generales de 1372 y 1379. Durante este último fue nombrado provincial de Cataluña. En 1385, el capítulo general de la obediencia romana lo confirmó en este cargo. Después de haber asistido al capítulo de la obediencia de Aviñón en 1387, murió, el 23 de septiembre de 1391, y está enterrado en la iglesia de las Carmelitas de Perelada. Su personalidad estuvo vinculada a la corte de Aragón, y dejó fama de ascetismo y austeridad.

## Obras
Felipe Ribot fue autor de tres libros: un tratado de exégesis, que trata de los cuatro sentidos interpretativos de la Biblia (Tractatus de quatuor sensibus); una exposición de derecho canónico (Tractatus de heresi et de infidelium incredulitate), en la que el carmelita confía la jurisdicción sobre las minorías judías al poder real y no a la Inquisición ; y sobre todo una colección de espiritualidad, que trata sobre los orígenes y la historia de la orden carmelitana (De Institutione et peculiaribus gestis religiosorum carmelitarum.).
Distribuida en diez libros, esta colección se presenta como una colección de obras de cuatro autores diferentes:
- Liber de Institutione primorum monachorum... ad Caprasium monachum (La institución de los primeros monjes): atribuido a Juan XIIV, obispo de Jerusalén, es el primer relato sistemático de la espiritualidad del Carmelo, en particular de la leyenda de Elías, fundador de la carmelitas;

- La Carta de Cirilo: atribuida a un supuesto ermitaño del Monte Carmelo, prior general entre 1221 y 1224, permite remontar la historia de la orden hasta la Regla de San Alberto de Jerusalén;

- De consideratis super Carmelitarum regula: atribuida a Sibert de Beka , esta obra explica los motivos de la atenuación de la Regla en 1247;

- Crónica de Guillermo de Sanvico: relato de la migración de los carmelitas a Occidente, con el posterior abandono de la provincia de Tierra Santa.[2]

En realidad, todos estos textos pueden considerarse obra original de Felipe Ribot, que recorre así el camino de los carmelitas, desde el profeta Elías hasta  el siglo XIII. Datado de 1370, "De Institutione" fue traducido, desde el  siglo XV, al inglés, al francés, al dialecto de Lieja (por Thomas de Lemborch ) y al español: es además gracias a esta última traducción que Teresa de Ávila entró en contacto con el Fuentes del carisma carmelita. 
En efecto, la obra de Ribot pasó hace mucho tiempo por la primitiva Regla del Carmelo, sobre todo después de su primera impresión, bajo el título Speculum Carmelitanum, en Venecia, en 1507. 
A partir del siglo XVII, sin embargo, el papel fundador de Elías fue cuestionado por los bolandistas, pero esto no impidió que los carmelitas mantuvieran, hasta el siglo XX, la venerable antigüedad del De Institutione.

## Espiritualidad

### Una exégesis ascética
Philippe Ribot se inspira en los Padres de la Iglesia, en particular en Juan Casiano, y en las tradiciones bíblicas sobre el profeta Elías, preservadas en el Primer Libro de los Reyes. Así, el primer libro de De institutione presenta un discurso ascético muy elaborado, basado en un comentario a 1 Reyes 17,2-4. En él, el autor aboga por una serie de virtudes necesarias para los monjes: pureza de corazón, soledad, renuncia, humildad, caridad, el ejercicio de la presencia de Dios y la entrega total al amor. Para ello, utiliza la figura de Elías para presentar el misterio de la vida monástica, con su doble propósito: dedicar los esfuerzos humanos a ofrecer a Dios un corazón puro, libre de todo pecado actual, y experimentar en el corazón y la mente, mediante un don gratuito de Dios, la presencia divina y la gloria celestial, tanto en esta vida como después de la muerte.

### Un viaje místico
El exégeta emprende así una interpretación alegórica del Antiguo Testamento, cuya clave reside en un enfoque marcadamente cristocéntrico. De hecho, el autor enfatiza el amor como medio de unión con Dios y signo de perfección monástica: a su juicio, la experiencia mística no es otra cosa que el cumplimiento de la promesa de Cristo de revelarse a quienes lo aman. Por ello, los siguientes capítulos muestran cómo Cristo llama al discípulo a la perfección, en cuatro etapas, siguiendo el ejemplo del camino de Elías: a través de la pobreza (Vete de aquí), la obediencia (Ve hacia el Este), la castidad y la soledad (Escóndete junto al torrente de Querit) y la purificación del pecado (Al este del Jordán), para recibir la gracia de la unión divina (Beberás del torrente). En este camino se requiere larga perseverancia, humilde arrepentimiento y oración incesante (ordeno a los cuervos que te alimenten allí). Para el autor, la experiencia mística permanece oscura y transitoria: niega la posibilidad de ver a Dios directamente aquí abajo.

### Un ideal monástico
Los libros II con VI relacionan la historia de los discípulos de Elías en el momento del Nuevo Testamento. En forma mítica, es una presentación sobre los ideales y valores de los carmets del siglo XIV. Si los libros II y III expresan la importancia de la oración litúrgica, el libro VI sienta los cimientos de la devoción mariana carmelitana. Nuevamente, esto está conectado al ciclo de Elías (1 Reyes 18,44): los ermitaños esperaban la llegada de la Virgen debido a la visión de que el profeta había tenido una nube sobre el monte Carmelo. Habiendo reconocido en la pureza virginal de María, la quintaesencia del voto monástico de la castidad, sus sucesores llaman a la Virgen su hermana, y ellos mismos son llamados hermanos de la Virgen María.

### Obras
- (la) Tractatus de cuarteto sensibus sacrae scripturae .

- (la) Tractatus de heresi et de infidelium incradulitate et de horum criminum judice .

- (la) Decem libri de Institutione et peculiaribus gestis religiosorum carmelitarum , recopilación de varias obras, entre ellas Liber de Institutione primorum monachorum.

- Philippe Ribot y Pascale Dominique Nau, La institución de los primeros monjes , Éditions du Carmel, coll.  "Carmelo Viviente"marzo 2013, 94  págs.

### Estudios
- F. de Sainte-Marie (traductor) , Los textos más antiguos del Carmelo , París, Seuil ,1945, pág.  99-141.

- P. Chandler , “  Ribot Philippe  ”, Diccionario de espiritualidad ascética y mística , París, Beauchesne, t.  XIII,1987, pág.  537-539.